# Vương quốc Merina
Vương quốc Merina (k.1540–1897) là một nhà nước tiền thuộc địa nằm ngoài khơi bờ biển khu vực Đông Nam Phi, mà, vào thế kỷ thứ 19, đã thống trị phần lớn đất đai Madagascar ngày nay. Vương quốc mở rộng ra từ Imerina, tức vùng cao địa trung tâm, nơi người Merina sinh sống chủ yếu, với thủ đô tâm linh đặt tại Ambohimanga và thủ đô chính trị cách Antananarivo 24 kilômét (15 mi) về phía tây, hiện là nơi đặt trụ sở chính phủ nhà nước dân chủ Madagascar. Những vị vua và nữ hoàng Merina cai trị "Đại Madagascar" vào thế kỷ 19 là hậu duệ của một nền quân chủ di truyền Merina lâu đời khởi đầu từ Vua Andriamanelo, người theo truyền thống được xem là đã thành lập Imerina vào năm 1540.

## Lịch sử

### Thời kì đầu

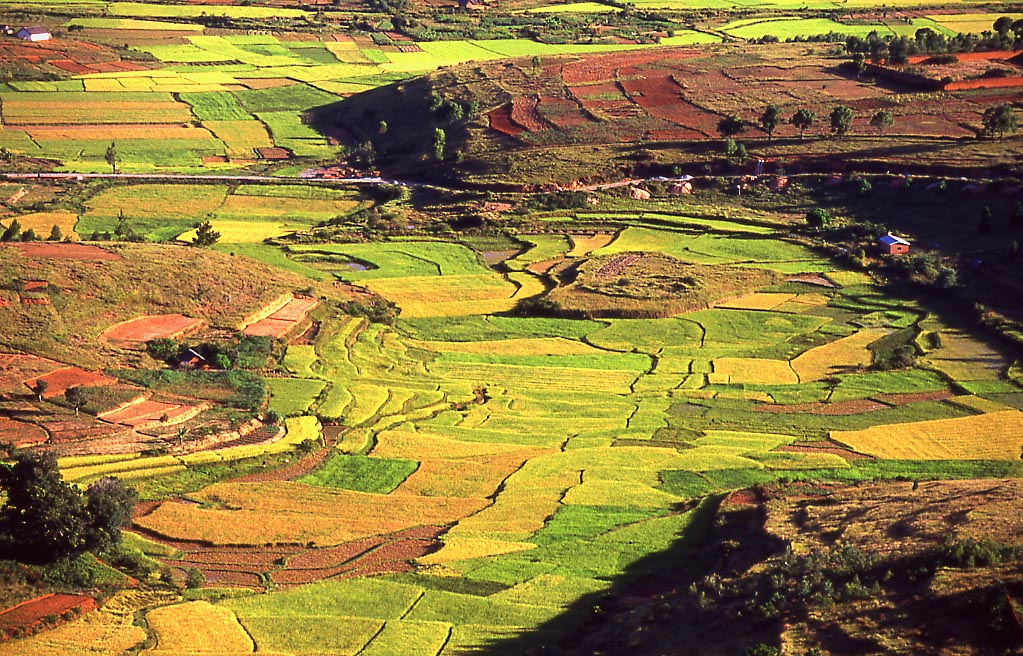
Andriamanelo gây chiến tranh chống lại người Vazimba với mục đích đồng hóa hoặc trục xuất họ khỏi vùng cao nguyên.

Vùng cao nguyên trung tâm của Madagascar được khai phá bởi những cư dân đầu tiên của đảo, người Vazimba, vào khoảng 200 TCN–300 SCN, họ có vẻ đã đến đây bằng xuồng chèo từ đông nam Borneo, và đã thành lập những ngôi làng đơn giản trong rừng. Vào thế kỷ 15, người Hova từ duyên hải đông nam di cư lên vùng cao nguyên và thiết lập những ngôi làng "đỉnh đồi" rải rác giữa các điểm dân cư cũ của người Vazimba, với những vị vua và nữ hoàng địa phương. Hai nhóm người này sống hòa bình qua nhiều thế hệ. Trong thời gian này, một nữ hoàng Vazimba (được gọi trong lịch sử truyền miệng là Rafohy hay Rangita) cưới một người đàn ông Hova tên Manelobe. Con trai cả của họ, Andriamanelo (1540–1575), phá vỡ sự hòa bình này bằng việc tạo ra cuộc chiến tranh thành công để chinh phục cộng đồng Vazimba xung quanh và buộc họ hoặc khuất phục sự thống trị của người Hova và bị đồng hóa, hoặc phải rời đi.
Con trai Andriamanelo là Ralambo (1575–1612) lên nối ngôi cha, đã xây dựng được nhiều thành tựu văn hóa và chính trị đáng kể khiến ông có được sự kính trọng, và được xem là một trong số các vị quân chủ vĩ đại nhất của người Merina. Ralambo cũng là người đầu tiên đặt ra cái tên Imerina ("Đất của  người Merina") cho vùng cao địa trung tâm mà ông trị vì. Ralambo mở rộng và bảo vệ Imerina bằng việc kết hợp giữa ngoại giao và quân sự, đồng thời thu được súng nhờ buôn bán với những vương quốc trên vùng duyên hải. Cộng với sự xuất hiện của thuế (vadin-aina, tức "giá của cuộc sống an toàn"), ông đã thành công trong việc lập nên quân đội hoàng gia Merina bền vững với những đơn vị thợ rèn sắt và rèn bạc. Ralambo đã đẩy lùi sự xâm lược của đội quân người Betsimisaraka ở duyên hải phía tây. Theo lịch sử truyền miệng, bò zebu hoang dã ở cao nguyên được thuần hóa làm thực phẩm lần đầu vào thời trị vì của Ralambo, ông chỉ dạy người dân cách làm chuồng bò, và lập nên nghi lễ truyền thống fandroana ("Buổi tắm Hoàng gia"), để chúc mừng phát hiện ẩm thực của mình.
Andrianjaka (1612-1630) nối ngôi Ralambo cha mình, thành công trong việc chiếm giữ thành trì cuối cùng của người Vazimba trên vùng cao địa tại đồi Analamanga. Tại đó ông lập nên rova mà sẽ trở thành trung tâm của thủ đô mới Antananarivo. Theo đúng sắp xếp, những kiến trúc đầu tiên của Rova Antananarivo được xây dựng: nhiều ngôi nhà hoàng gia truyền thống, và nhiều lăng mộ hoàng gia được thiết kế. Andrianjaka thu được một lượng súng và thuốc súng đáng kể, thứ giúp ông duy trì và bành trướng quyền lực lên Đại Imerina.

### Tái thống nhất

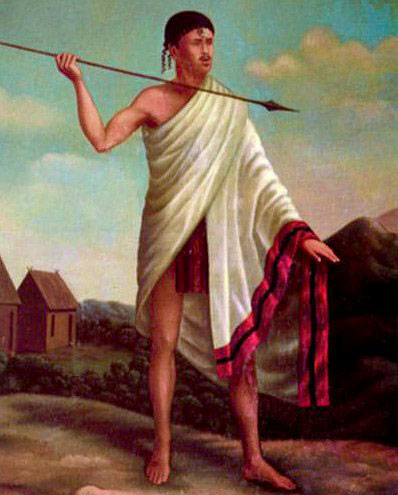
Vua Andrianampoinimerina (trị vì 1787–1810)

Năm 1787, Hoàng tử Ramboasalama, truất ngôi chú mình là Vua Andrianjafy của Ambohimanga (một trong bốn vương quốc Imerina), và lên ngôi dưới tên Andrianampoinimerina. Vị vua mới đã dùng cả ngoại giao và vũ lực để thống nhất Imerina với ý định thống nhất toàn Madagascar.

### Vương quốc Madagascar
Ý định này chủ yếu được hoàn thành dưới thời con trai ông, Radama I, vị quân chủ đầu tiên của Madagascar thường xuyên giao thiệp và chấp nhận những nhà truyền giáo và ngoại giao châu Âu tại Antananarivo.
Nữ hoàng Ranavalona I trị vì trong 33 năm, bà là góa phụ của Radama I, và đã cố gắn giữ gìn sự cách biệt văn hóa của Madagascar với thế giới hiện đại. Con trai bà, Vua Radama II, đã cho phép doanh nhân người Pháp Joseph-François Lambert những quyền tiếp cận và khai thác những tài nguyên trên đảo. Tuy nhiên, chính sách quá hào phóng của ông đã làm giới quý tộc phẩn nộ, kết quả, thủ tướng Rainivoninahitriniony đã lật đổ nhà vua trong một cuộc đảo chính. Hoàng hậu Rasoherina được đưa lên làm nữ hoàng, sau khi bà chấp nhận nền quân chủ lập hiến mang đến cho thủ tướng nhiều quyền lực hơn. Vị quân chủ tiếp theo, Ranavalona II, đã cải đạo đất nước sang Cơ Đốc giáo và đã công khai cho đốt tất cả sampy (bùa hoàng gia). Vị quân chủ cuối cùng, Nữ hoàng Ranavalona III, lên ngôi năm 22 tuổi, và bị đày đi đảo Réunion và sau đó Algérie thuộc Pháp sau khi Madagascar trở thành thuộc địa Pháp năm 1896.

## Các vị vua vương quốc Merina
Danh sách các vị vua sau đây được tính từ năm 1782 khi Andrianampoinimerina lên cai trị Merina:
•Andrianampoinimerina: 1782 - 1810.
•Radama I: 1810 - 1828.
•Ranavalona I: 1828 - 1861.
•Radama II: 1861 - 1863.
•Rasoherina: 1863 - 1868.
•Ranavalona II: 1868 - 1883.
•Ranavalona III: 1883 - 1897.